# لوسینه هاملتی سارگسیان
لوسینه هاملتی سارگسیان (ارمنی: Լուսինե Համլետի Սարգսյան؛  زادهٔ nil ) بازیگر اهل ارمنستان است. وی از سال میلادی تاکنون مشغول فعالیت بوده است. 

## زندگی‌نامه
وی در تئاتر عروسکی دولتی ایروان فعالیت کرده است. همچنین برندهٔ جوایزی همچون هنرمند شایسته جمهوری ارمنستان شده است. 